# Свожиці (Великопольське воєводство)
Свожиці (пол. Sworzyce, нім. Waldesruh) — село в Польщі, у гміні Ґродзиськ-Велькопольський Ґродзиського повіту Великопольського воєводства.
Населення — 172 особи (2011).
У 1975-1998 роках село належало до Познанського воєводства.

## Демографія
Демографічна структура станом на 31 березня 2011 року:
|          | Загалом | Допрацездатний вік | Працездатний вік | Постпрацездатний вік |
| -------- | ------- | ------------------ | ---------------- | -------------------- |
| Чоловіки | 83      | 21                 | 50               | 12                   |
| Жінки    | 89      | 30                 | 44               | 15                   |
| Разом    | 172     | 51                 | 94               | 27                   |